# Герб Сааремаа
Герб Сааремаа — официальный символ уезда Сааремаа, одного из уездов Эстонии. Впервые утверждён 5 февраля 1937 года, повторно —  26 сентября 1996 года.

## Описание

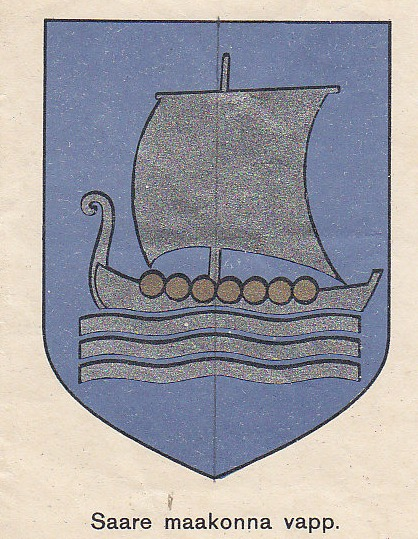
Герб Сааремаа (1937)

В лазуревом поле серебряная ладья викингов, под парусом, с золотыми щитами на борту, плывущая по трём узким серебряным волнам. 
Уезд состоит из острова Сааремаа и нескольких мелких островов, что и отражено в символике герба.

## История
В 1919 году Эзельский уезд Эстляндской губернии был переименован в Саареский (Островной) уезд (Saare maakond), Сааремаа (Saaremaa, дословно — «Островная земля»). 
9 мая 1935 года управа Саареского уезда одобрила герб уезда (протокол №27, параграф 1), представлявший собой изображение плывущего геральдически влево под серебряным парусом драккара викингов с семью (по числу приходов уезда) золотыми круглыми щитами на борту.
24 июля 1935 года правительством Эстонской Республики был одобрен (протокол №38) и 5 февраля 1937 года Константином Пятсом утверждён отредактированный герб уезда — корабль викингов был повёрнут геральдически вправо и с его носа убрано изображение дракона.
26 сентября 1996 года Государственная Канцелярия Эстонской Республики зарегистрировала герб современного Саареского (Островного) уезда, которым стал герб Саареского уезда 1937 года.

## См.также
- Флаг Сааремаа